# Melanargia yalongensis
Melanargia yalongensis är en fjärilsart som beskrevs av Constant Vincent Houlbert 1922. Melanargia yalongensis ingår i släktet Melanargia och familjen praktfjärilar. Inga underarter finns listade i Catalogue of Life.